# Multimer
Inden for naturvidenskaben er en multimer et molekyle bestående af flere enheder eller molekylekomplekser. Disse multimerer kan danne kemiske bindinger til andre enheder for at stabilisere sin struktur. Disse enheder kan binde sig til andre enheder ved hjælp af van der Waals-bindinger, ionbindinger og/eller brintbindinger.
Multimerer med få enheder kaldes oligomerer (af græsk oligo: få). Multimerer med mange enheder kaldes for polymerer (af græsk poly: mange)
| Kemi | Spire Denne artikel om kemi er en spire som bør udbygges. Du er velkommen til at hjælpe Wikipedia ved at udvide den. |